# Roy – Eine Legende geht zu Ende

Filmplakat

Roy Dubowy und Günther Grauer

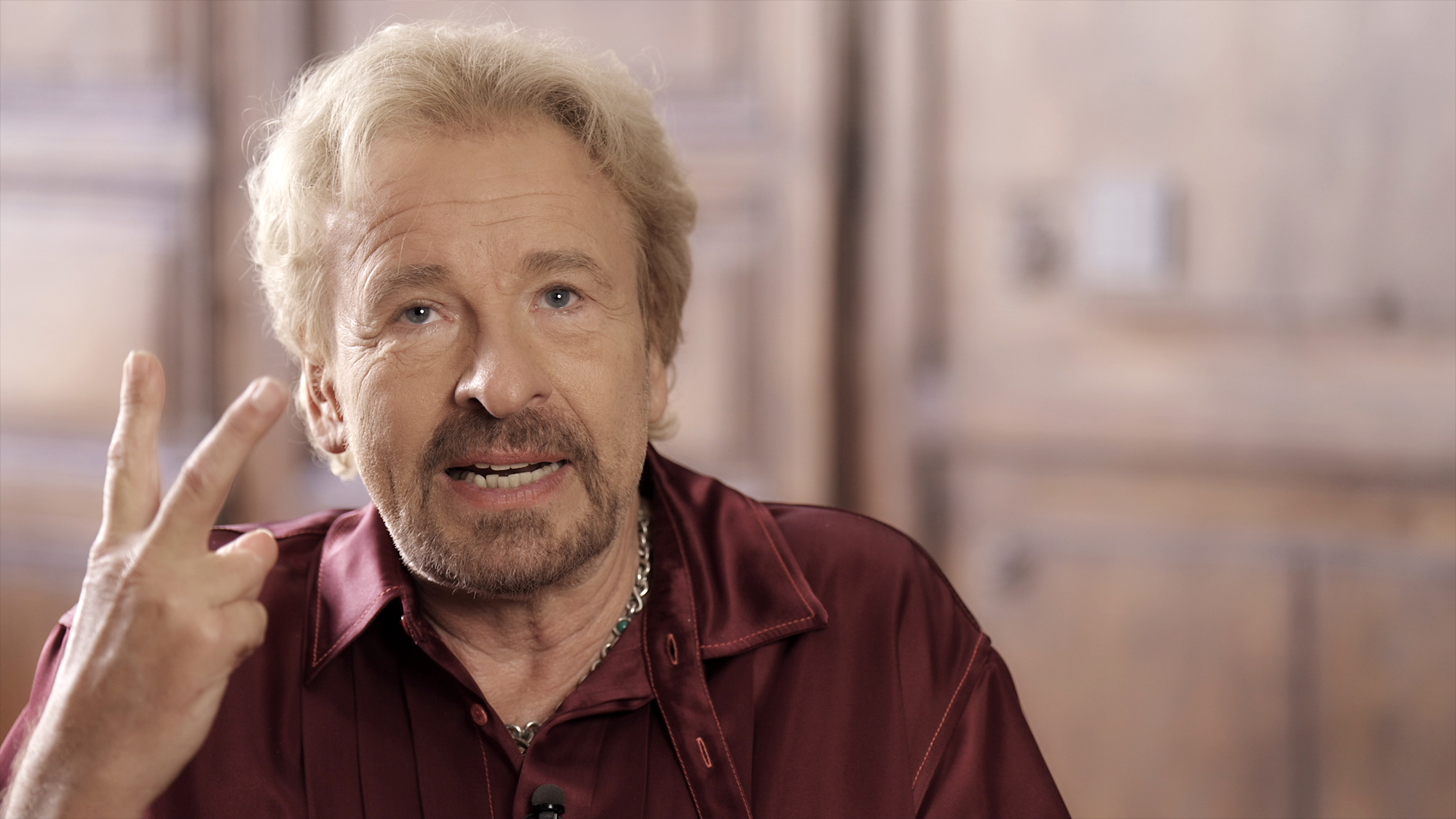
Thomas Gottschalk

Roy Dubowy und Günter Grauer in jungen Jahren

Roy – Eine Legende geht zu Ende ist ein deutscher Dokumentarfilm von Franz Meiller. Der Film ist ein musikalisch melancholischer Rückblick auf die legendäre Bar Roy in München und ihre Geschichte, die nach 62 Jahren zu Ende ging. Die Premiere fand im Rahmen des Filmfest München 2023 statt.

Roy Dubowy und Günther Grauer

Günter Grauer singt im ehemaligen ROY

## Handlung
Die Protagonisten des Films sind die ehemaligen Inhaber und Gastgeber der Bar, Roy Dubowy und Günther Grauer, die eineinhalb Jahre nach der Schließung der Bar in einem Kino sitzen und einen Film ansehen, der kurz vor dem Abriss der Inneneinrichtung im ROY gedreht wurde. In diesem Film erzählen Mitarbeiter, Gäste und Prominente von den 62 Jahren der Bar-Geschichte. Während sie in ihren Kinosesseln sitzen, kommentieren Dubowy und Grauer die Bilder auf der Leinwand, erinnern sich an verschiedene Anekdoten und die vielen illustren Begegnungen in Münchens plüschigem Wohnzimmer. Der Film beleuchtet auch die Kulissen des ROY und offenbart Einblicke, die zeigen, was in der Bar ihren Ursprung und Ausgangspunkt hatte.

## Produktion
Die Dreharbeiten begannen im Dezember 2020 und fanden an den Originalschauplätzen in der Bar Roy am Sendlinger Tor Platz und im Kino Museum Lichtspiele München statt.

## Veröffentlichung
Der Film, der in der Langfassung eine Laufzeit von 80 Minuten hat, wurde auch in einer kürzeren, 60-minütigen Fassung für das Fernsehen produziert. Die Weltpremiere des Films fand am 19. Juni 2023 als Pop-Up-Veranstaltung mit dem Filmfest München 2023 im Kino Museum Lichtspiele (München) statt. In der Kino- und Fernsehauswertung, sahen den Film mehr als eine halbe Million Zuschauer.

## Weblinks

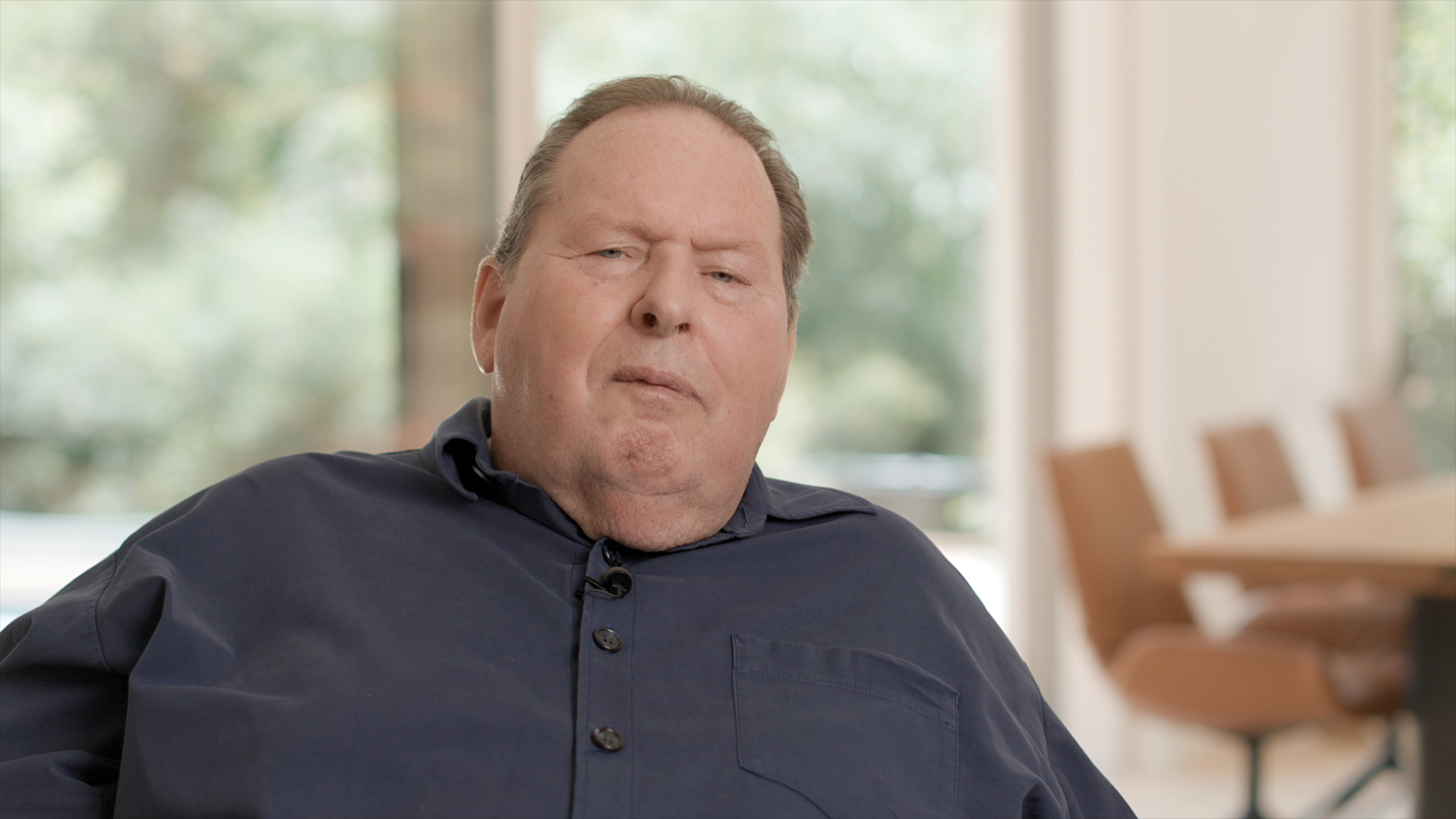
Ottfried Fischer im Gespräch